# Apostis
Apostis is een personage uit de James Bondfilm For Your Eyes Only (1981) gespeeld door acteur Jack Klaff.
Apostis is een handlanger van Kristatos. Als Bond de berg waar St. Cyrils zich bevindt beklimt, merkt Apostis hem op. Wanneer Bond na een moeizame klim zijn doel heeft bereikt, staat Kristatos' handlanger ineens voor hem. Hij geeft Bond een flinke schop, waardoor 007 meters en meters naar beneden valt. Enkel beschermd door een klimtouw dat zijn val breekt. Als Bond tientallen meters boven de grond bungelt, probeert Apostis de klimhaken uit de rots te slaan, zodat het touw van 007 steeds minder houvast krijgt. Bond ziet kans om via het touw stukje bij beetje naar boven te klimmen als Apostis de laatste haak wil wegslaan met de achterkant van zijn pistool. Net op het moment dat de haak bijna uit de rots is geslagen, pakt Bond een van de haken die hij nog bij zich draagt en werpt deze met veel kracht in Apostis' borst. De vijand slaakt een gil en valt van de rots. Met veel kabaal stort hij ter aarde, op het punt waar Melina en Columbo en zijn mannen met angstzweet in hun handen naar de capriolen van Bond stonden te kijken.